# أندريا كولومبو
أندريا كولومبو (بالإيطالية: Andrea Colombo)‏ هو عداء سريع إيطالي، ولد في 14 فبراير 1974 في بولاتي في إيطاليا.

## وصلات خارجية
- أندريا كولومبو على موقع الاتحاد الدولي لألعاب القوى (الإنجليزية)
- أندريا كولومبو على موقع الاتحاد الإيطالي لألعاب القوى (الإيطالية)
- أندريا كولومبو على موقع أوليمبيديا (الإنجليزية)